# 28 Cancri
28 Cancri, som är stjärnans Flamsteed-beteckning, är en dubbelstjärna, belägen i den mellersta delen av stjärnbilden Kräftan och har även variabelbeteckningen CX Cancri. Den har en kombinerad genomsnittlig skenbar magnitud av ca 6,05 och är mycket svagt synlig för blotta ögat där ljusföroreningar ej förekommer. Baserat på parallaxmätning inom Hipparcosuppdraget på ca 7,3 mas, beräknas den befinna sig på ett avstånd på ca 450 ljusår (ca 140 parsek) från solen. Den rör sig bort från solen med en heliocentrisk radialhastighet på ca 9 km/s.

## Egenskaper
Primärstjärnan 28 Cancri A är en gul till vit stjärna i huvudserien av spektralklass F0 Vn, där suffixnoten anger att den har diffusa linjer i dess spektrum orsakat av hög rotationshastighet. Den har en massa som är ca 2,4 solmassor, en radie som är ca 4,6 solradier och utsänder från dess fotosfär ca 65 gånger mera energi än solen vid en effektiv temperatur av ca 7 500 K.
Baserat på variation i egenrörelse är 28 Cancri klassificerad som astrometrisk dubbelstjärna med en sannolikhet av 99,8 procent. Den är en Delta Scuti-variabel (DSCTC) stjärna med en period av 0,0960 dygn och en amplitud på 0,020 i magnitud.